# Сен-Пьер-Шеринья
Сен-Пьер-Шеринья́ (фр. Saint-Pierre-Chérignat) — коммуна во Франции, находится в регионе Лимузен. Департамент коммуны — Крёз. Входит в состав кантона Бурганёф. Округ коммуны — Гере.
Код INSEE коммуны — 23230.

## Население
Население коммуны на 2010 год составляло 184 человека.
| 1962 | 1968 | 1975 | 1982 | 1990 | 1999 | 2010 |
| ---- | ---- | ---- | ---- | ---- | ---- | ---- |
| 336  | 305  | 257  | 219  | 218  | 186  | 184  |

## Экономика
В 2010 году среди 123 человек трудоспособного возраста (15—64 лет) 79 были экономически активными, 44 — неактивными (показатель активности — 64,2 %, в 1999 году было 67,3 %). Из 79 активных жителей работали 72 человека (42 мужчины и 30 женщин), безработных было 7 (4 мужчины и 3 женщины). Среди 44 неактивных 8 человек были учениками или студентами, 21 — пенсионерами, 15 были неактивными по другим причинам.